# 薔薇のない花屋
『薔薇のない花屋』（ばらのないはなや）は、2008年1月14日から3月24日まで毎週月曜日21:00 - 21:54に、フジテレビ系の「月9」枠で放送された日本のテレビドラマ。主演は香取慎吾。略称は「薔薇花」。

## 概要
花屋を営み、男手一つで娘を育てている男性を中心に様々な愛を描きつつ、サスペンス要素も含むヒューマンラブストーリー。脚本は『あいくるしい』（2005年、TBS日曜劇場）以来の連続ドラマ脚本となる野島伸司。香取は同じ月9枠で放送された『西遊記』（2006年）以来2年ぶりのドラマ主演を務め、ヒロインの竹内結子は同月9枠で放送された『不機嫌なジーン』以来3年ぶりの連続ドラマ出演となる。なお、この両者はこのドラマで初共演となる。
香取は1995年にTBS金曜ドラマで放映された『未成年』以来、竹内は月9枠で放映された『プライド』以来と、共に野島ドラマは2度目である。
番組宣伝において「香取初の父親役」との触れ込みが多かったが、大河ドラマ『新選組!』（2004年）で香取が演じた近藤勇には実娘のたまがおり、劇中にたまの父親としてのシーンもある。また、『人にやさしく』（2002年）でも一時的に父親となっている。

## ストーリー
汐見英治は付き合っていた恋人の死後、彼女の忘れ形見の雫と8年間共に過ごしていた。花屋『フラワーショップ雫』の店長を務める英治はある雨の日、盲目のふりをする女性・白戸美桜と出会う。次第に心を通わす英治と美桜。だがその出会いの裏には英治を激しく憎む男・安西の姿があった。この出会いは安西の周到なる罠の一端に過ぎなかった。

## 登場人物

### 汐見家の住人と彼女（かのじょ）
汐見 英治（しおみ えいじ）
演 - 香取慎吾
花屋『フラワーショップ雫』を営む男性。雫の母親である「彼女」の死後、雫を男手一つで育ててきた。温和で優しく、困っている人を見ると放っておけないが、すべてにおいて出しゃばることを好まない。口癖は『すいません』。幼い頃にネグレクトを受けた過去の影響からか、時折自分の中に「冷たくて残酷な所」を感じるという。そのため、「棘のある花」である薔薇を自分の負の象徴と考え、決して売ろうとはしなかった。美桜の目の手術費用の為に一度は花屋を閉めるが、紆余曲折を経て、その後再開。以前は置かなかった薔薇を仕入れ、売るようになった。
工藤 直哉（くどう なおや）
演 - 松田翔太
英治の配達先のホストクラブで働いていた元ホスト。恋人が妊娠した為（実際は恋人の嘘だったが）金欲しさに客から財布を盗もうとし、同僚のホストに袋叩きにされているところで英治に救われ、その後英治の元に身を寄せる。飄々としていて掴み所が無く、冗談をよく言う人懐っこい性格ですぐ周囲に馴染む。美桜と同様に安西の依頼で英治に近付く一方で、美桜を困らせるような発言・行動をして楽しむ意地の悪い一面を持つ。私立探偵だと名乗っていたが、本当は有名私立大学に通う大学生。実家は秋田の小さな酒屋だが、金持ちの友人たちに見栄を張って、大病院の息子だと嘘をついたために、次第にアルバイトの掛け持ちでは金回りが追いつかなくなって借金をし、その返済に苦しんでいた。安西の元を離れた後はレストランでバイトをしながら、医学部受験を目指している。
安西の娘・瑠璃（るり）
演 - 本仮屋ユイカ
雫の母親。雫を出産した直後に他界する。英治ではなく神山舜の恋人だった。
汐見 雫（しおみ しずく）
演 - 八木優希（幼少期：磯野光沙）
英治の一人娘で小学2年生。学校では皆に慕われている人気者で、一度自分が決めたことは簡単には曲げない芯の強さを持つ。大好きな父親への健気な所を持ちながらも、汐見家の財布を握り、家庭を支えるしっかり者。英治が自分の顔を見て母親を想い寂しい顔をすると思い、大ファンのお笑い芸人・パペットマペットのような頭巾を平時被って顔を見せないようにしていたが、英治の真意を聞き頭巾を外すようになる。実は英治とは血の繋がりは無く、舜の実子である。
菱田 桂子（ひしだ けいこ）
演 - 池内淳子
英治に基本的な花の知識を授けた老婦人。料理が苦手で、おっちょこちょいな一面を持つ。だが心優しく温厚な性格である。夫と死別後、子供達も独立し、丘の上の家で一人で暮らしていた。家族の勧めで、老人ホームに入るように言われて家を引き払うが、英治親子の薦めで同居することになった。

### 柊友会総合病院
白戸 美桜（しらと みお）
演 - 竹内結子
柊友会総合病院に勤める看護師。安西の命令で英治の前に盲目の女性として現れる。盲目の女性と偽る時は、どこか子供っぽい所を見せる明るい性格だが、言いたいことはハッキリ言う気丈な部分を持つ。その反面、病院内では生真面目で愛想が無いため周囲への心証は良くない。英治や雫、桂子を騙していることには罪悪感を持っており、英治と接していくうちに安西が思うほど「酷い人間」とは思えず、安西が勘違いをしていると思っている。家族を捨てた辰巳のことをあまり好ましく思っていなかったが、やがて和解。その後安西の元を離れ、辰巳と共に平川バラ園を営んでいたが、桂子と入れ替わる形で英治の花屋へとやってきた。
平川 辰巳（ひらかわ たつみ）
演 - 尾藤イサオ（第2話 - ）
美桜の実父。柊友会総合病院の入院患者。手術の難しい病気を抱え、柊友会総合病院に入院している。だらしなく常識に欠けるが大らかで優しい。退院後は平川バラ園を営んでいる。
神山 舜（かみやま しゅん）
演 - 玉山鉄二（第8話 - ）
辰巳の手術のために、海外から安西に呼ばれた有能な脳外科医。手技は非常に高く評価されているが、生意気で手術の際には集中力を高めるためにロック音楽をかけながら執刀するため、柊友会総合病院の医師からは鬱陶しく思われる一面もある。
同じ施設にいた英治を「同志」として信頼している。「彼女（瑠璃）」の元恋人であり、雫の実父でもある。
安西 輝夫（あんざい てるお）
演 - 三浦友和
柊友会総合病院の院長で、脳外科の権威。他界した娘・瑠璃の子（雫）を引き取り、育てている英治を娘の恋人だったと思い込む。娘の恋人に対する愛情は遺された日記で理解していたものの、恋人が娘の妊娠後も一度も会いに来なかったことで、娘の気持ちを踏みにじったあげくに捨てたと思い込み、激しい憎しみの感情を抱く。そして英治への復讐を決意し、破滅に追い込むために英治の身辺を調査し、美桜と直哉を英治の元へ送り込む。不摂生による手の震えから難度の高い手術が困難となってしまう。

### 花嶺東小学校
小野 優貴（おの ゆうき）
演 - 釈由美子
小学校教師。雫のクラスの担任。仕事熱心で、生徒からも慕われている。雫の複雑な心に目を向け、正面から向き合おうとしていく中で、父親である英治とも関わっていく。やがて、美桜をはじめとする周囲の人間たちとも仕事を超えた関係が生まれていく。前に勤めていた学校で問題が起きた時、いじめに遭っている生徒に気付かなかった過去を持つ。その出来事により、同じような失敗を二度としたくないという気持ちから正義感の強い所を持つが、多少先走りしてしまう事もある。お淑やかな容貌とは裏腹にヘヴィメタルを好む意外な一面もある。
広田 省吾（ひろた しょうご）
演 - 今井悠貴（第1話 - 第4話・最終話）
雫のクラスにやってきた転校生。両親からのネグレクトに遭い、父親からは暴力を振るわれ、虐待されていたが、駆けつけた英治たちに助けられ、施設へ身を寄せる事になった。最終話のラストシーンで英治の花屋へやってきた。

### その他
安西 久美子（あんざい くみこ）
演 - 仁科亜季子（第4話・第8話 / 特別出演）
安西の妻。「安西とは離婚して林と再婚する」と宣言して家を出て行ってしまう。
江原（えはら）
演 - 天野ひろゆき（キャイ〜ン）（第3話・第4話）
省吾が万引きを働いた「スーパーひらばやし」の店長。英治、健吾、優貴による省吾救出を手伝った。
林 久則（はやし ひさのり）
演 - 小市慢太郎（第6話 - 第8話）
弁護士。実は久美子の浮気相手。
相馬 冬彦（そうま　ふゆひこ）
演 ‐ 中根徹（第9・第11話）
「柊友会総合病院」の医師。
キャンディ
演 ‐ 前田健（第9話）
健吾の知人。
四条 健吾（しじょう けんご）
演 - 寺島進
喫茶店『コロン』のマスター。「花屋をやる人に悪い人はいない」という理由で『フラワーショップ雫』の保証人となっている。ハードボイルドを自認している。恋には奥手で、一目惚れした優貴になかなか想いを伝えられずにいる。英治に対しては憎まれ口を叩くも信頼しており、省吾救出の手伝いなどもする。時折、英治にアドバイスなどもしている。実は暴力団担当の元刑事。

## スタッフ
- 脚本 - 野島伸司
- 音楽 - 吉俣良 オリジナルサウンドトラック『薔薇のない花屋』（ポニーキャニオン）
- 演出 - 中江功、葉山浩樹、西坂瑞城
- 主題歌 - 山下達郎「ずっと一緒さ」
  - 山下達郎がフジテレビのドラマ主題歌を担当するのは、2002年の『ロング・ラブレター〜漂流教室〜』の「LOVELAND, ISLAND」以来となる。
- 協力 - 共同テレビジョン、バスク、FLT、八峯テレビ、ナックイメージテクノロジー
- 協力プロデュース - 保原賢一郎（フジテレビ）
- プロデュース - 関卓也（フジテレビ）、稲田秀樹（共同テレビ）
- 制作著作 - フジテレビ

## 放送日程
| 各話                                                           | 放送日        | サブタイトル                        | 演出     | 視聴率 |
| -------------------------------------------------------------- | ------------- | ----------------------------------- | -------- | ------ |
| 第1話                                                          | 2008年1月14日 | 北風と太陽                          | 中江功   | 22.4%  |
| 第2話                                                          | 2008年1月21日 | 花のように笑う人                    | 中江功   | 19.0%  |
| 第3話                                                          | 2008年1月28日 | 終電までに探して                    | 葉山浩樹 | 18.4%  |
| 第4話                                                          | 2008年2月04日 | 明かされた過去〜3万人の子供たちへ   | 中江功   | 17.2%  |
| 第5話                                                          | 2008年2月11日 | 世界一長い告白!                     | 西坂瑞城 | 17.7%  |
| 第6話                                                          | 2008年2月18日 | 暴かれていく秘密                    | 葉山浩樹 | 16.2%  |
| 第7話                                                          | 2008年2月25日 | 親が子供を叩く時                    | 中江功   | 16.5%  |
| 第8話                                                          | 2008年3月03日 | さよなら父ちゃん                    | 西坂瑞城 | 17.8%  |
| 第9話                                                          | 2008年3月10日 | 衝撃!全ての真実                     | 中江功   | 17.7%  |
| 第10話                                                         | 2008年3月17日 | 愛を取り戻すため                    | 中江功   | 19.4%  |
| 最終話                                                         | 2008年3月24日 | 薔薇を売る花屋〜涙の一滴（しずく）… | 中江功   | 22.1%  |
| 平均視聴率 18.6%（視聴率はビデオリサーチ調べ、関東地区・世帯） |               |                                     |          |        |

## 関連商品
- 薔薇のない花屋 ノベライズ（著：野島伸司、刊：小学館、発行2008年3月26日）ISBN 978-4093862134
- 薔薇のない花屋 ディレクターズ・カット版 DVD-BOX
- 薔薇のない花屋 オリジナルサウンドトラック

## その他
- エンディングクレジットの雪景色は、かぐらスキー場である。
- エンディングのスローモーション映像は世界初のHDウルトラスローカメラHi-Motionで全編撮影された。
- 遅れネットの青森テレビでは、通常当枠の番組宣伝をしないが、当番組の番組宣伝だけはなぜか流れている。
- 同局で月曜から金曜の14時に放送されているミニ番組『体操の時間。』では、コラボ企画として毎週月曜日に「ローズダンス」を放送していた。月曜以外の曜日での放送もあった。
- フジテレビ全体で、初回放映日の1月14日をROSE DAYとして、キャンペーンを行った。
- エステーの商品である「消臭プラグ」のCMが、毎週内容の変わる月9限定シリーズとして放映されている。この月9限定シリーズは『のだめカンタービレ』において放映されたところ大変好評だったため、前番組の『ガリレオ』でも放映された。
- 汐見英治役の香取慎吾と小野優貴役の釈由美子は前番組の『ガリレオ』にゲスト出演し、香取は第4話で釈は第8話に出演した。
- 2008年3月3日放送の『SMAP×SMAP』では、当番組のパロディコント「薔薇のある花屋」が放送された。このコントでは、主演の香取が飼い犬・チロルに扮し、ドラマで香取の演じる汐見英治役を草彅剛が、さらに娘の汐見雫役を稲垣吾郎がそれぞれ演じた。なお、実際にコントが行われたのは冒頭のみで、花屋に来店した客が注文した花を、店内にある数多くの花の中から草彅が探し当てるゲームがメインであった。
- 劇中で香取慎吾演じる汐見英治は、虐待を受けた子供のことを「名も無き戦士」と発言しているが、同じ野島作品である『プライド』（主演は木村拓哉）劇中では坂口憲二が演じるアイスホッケー選手、堀田大和も「名も無き戦士」という発言をしている。こちらでの意味は、日本ではマイナーなスポーツであるアイスホッケー選手全体を指している。
- 主題歌を歌う山下達郎の誕生日2月4日に放映された第4話のエンディングでは、山下の名前の右に誕生日ケーキをイメージさせる3本の蝋燭が記されていた。第4話の再放送では、放送日に関係なくこの蝋燭はそのまま存在する。
- 2009年から、香取慎吾と八木優希は味の素冷凍食品のCMで再び共演している。
- 本作放送から約12年後に放送された『初対面トークショー!! 内村カレンの相席どうですか』(2020年2月1日放送、同系)にて、香取がゲスト出演し、相席したい相手として八木が登場し、10年振りに再会した。香取は「雫！大きくなった」と役名で呼びかけた。[6]。